# Только в Париже
«Только в Париже» (фр. Seul dans Paris) — французский чёрно-белый художественный фильм 1951 года режиссёра Эрве Бромбергера.
Премьера фильма состоялась 28 ноября 1951 года.

## Сюжет
Анри и Жанетта, молодожены из Нормандии, приезжают в Париж, где собираются провести медовый месяц. К сожалению, турникет в метро случайно разделяет пару. В панике Анри ищет свою жену по всей столице. В конце концов, он находит Жанетту в отеле, в котором они собирались остановиться. Но похоже, что с Жанеттой что-то случилось, за то время пока Анри искал её…

## В ролях
- Бурвиль — Анри, крестьянин-новобрачный
- Магали́ Ноэ́ль — Жанетта, крестьянка-новобрачная
- Дениз Керни — учительница
- Жермена Ренвер — Матильда
- Жанна Веньят — Мелани, мать
- Камиль Герини — Эрнест, отец
- Кристиан Люд — комиссар
- Клэр Оливье — мадемуазель Амели Буке
- Иветт Этьеван — Жермена
- Роже Анен — посетитель кафе
- Грегуар Громофф — постоялец отеля
- Жак Марен — односельчанин
- Марсель Мераль — месье из полицейского участка
- Жан Дюно — Огюст Дюверне и другие